# Golden Hit Instrumentals
| Recensione | Giudizio |
| ---------- | -------- |
| AllMusic   | [ 1 ]    |

Golden Hit Instrumentals è un album discografico a nome di Al Caiola Guitars with Orchestra, pubblicato dalla casa discografica United Artists Records nel maggio del 1961.

## Tracce
Lato A
1. Bonanza – 2:16 (Ray Evans, Jay Livingston)
2. Apache – 3:00 (Jerry Lordan)
3. Ja-Da – 2:13 (Bob Carleton)
4. Wheels – 2:03 (Jimmy Torrens, Richard Stephens)
5. Ram-Bunk-Shush – 1:51 (Lucky Millinder, Jimmy Mundy, Henry Glover)
6. Pepe – 2:05 (Dory Langdon, Hans Wittstatt)

Lato B
1. Calcutta – 2:13 (Heino Gaze)
2. Wonderland by Night – 3:13 (Klaus-Günter Neumann)
3. Hearts of Stone – 1:59 (Eddie Ray, Rudy Jackson)
4. Bounty Hunter – 2:23 (Jimmy Krondes)
5. Asia Minor – 2:03 (Jimmy Wisner)
6. Honky Tonk (Part 2) – 2:34 (Bill Doggett, Shep Shepherd, Clifford Scott, Billy Butler)

## Musicisti
- Al Caiola - chitarra
- Altri musicisti non accreditati

## Classifica
Singoli
| Anno | Titolo del brano | Classifica        | Posizione raggiunta |
| ---- | ---------------- | ----------------- | ------------------- |
| 1961 | Bonanza          | Billboard Hot 100 | 19                  |